# Neokantianism

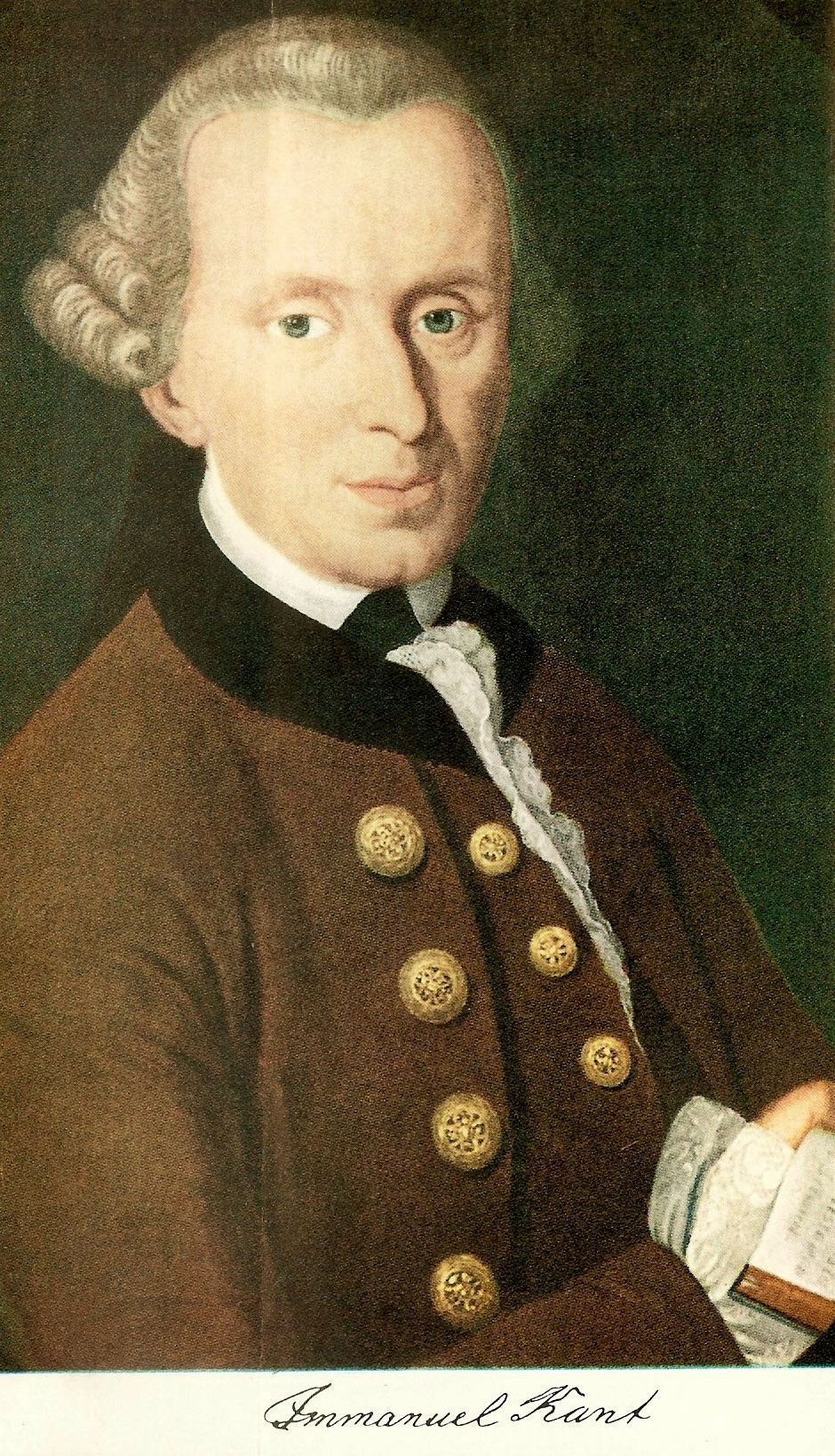
Immanuel Kant

Neokantianismul reprezintă renașterea sistemului filozofic fondat de Immanuel Kant.
Această doctrină și-a făcut apariția la nivelul universităților germane prin a doua jumătate a secolului al XIX-lea și atinge apogeul la începutul secolului următor prin școala de la Marburg.
Având ca punct de plecare "Critica rațiunii pure", se dezvoltă concepția potrivit căreia între metoda științelor naturii și cea a științelor istorice ar exista o opoziție radicală de natură metodologică.
Astfel, în timp ce științele naturii stabilesc legile generale ale fenomenelor pe care le studiază, istoria descrie fenomene care sunt unice, irepetabile și care nu pot fi încadrate categoriei de lege.
Printre reprezentanții neokantianismului putem enumera: Hermann Cohen, Paul Natorp, Ernst Cassirer, Wilhelm Windelband și Heinrich Rickert.
Acest curent filozofic a influențat fenomenologia lui Edmund Husserl și concepțiile din tinerețe ale lui Martin Heidegger.